# Hoplolythra
Hoplolythra là một chi bướm đêm trước đây thuộc họ Noctuidae.

## Các loài
- Hoplolythra arivaca, đã được đổi thành Hoplolythrodes arivaca Barnes, 1907
- Hoplolythra discistriga, đã được đổi thành Eulithosia discistriga J.B. Smith, 1903